# Graben das Lajes
Graben das Lajes é uma grande estrutura tectónica em forma de Graben, localizada na região do Ramo Grande, no nordeste da ilha Terceira, caracterizada por um relevo em degraus formado por um sistema distensivo de falhas ativas, de orientação geral noroeste-sudeste. Entre as duas grandes falhas tectónicas que delimitam a estrutura estende-se uma zona aplainada onde, entre outras povoações, se situa a Base das Lajes.

## Descrição
A tectónica da ilha Terceira é dominada por importantes estruturas de orientação geral NNW-SSE a WNW-ESE, grosso modo orientadas seguindo o eixo do Rift da Terceira. O Graben das Lajes localiza-se no extremo NE da ilha Terceira e é definido por duas grandes falhas com orientação média N40º-45ºW (falha das Lajes e falha das Fontinhas), que se prolongam por mais de 8 km e se distanciam entre si cerca de 3 km. Denomina-se Graben das Lajes porque no seu centro se localiza a Vila das Lajes.
Estruturalmente, o Graben das Lajes é uma depressão tectónica, deprimida entre falhas, localizada na vertente leste do Vulcão dos Cinco Picos, o mais antigo dos quatro grandes vulcões poligenéticos que constituem a ilha Terceira. Orienta-se do sentido NW-SE, sendo limitado pela falha da Serra de Santiago a NE (geralmente referida como a Falha das Lajes), pela falha das Fontinhas a SW e pelo mar nos setores norte e sul. Com base nas características tectónicas e topográficas desta estrutura podem ser definidas na região deprimida central três plataformas distintas: a das Fontinhas, a das Lajes e a do Juncal.
A falha da Serra de Santiago (ou Falha das Lajes), que limita o Graben a nordeste, estende-se do extremo norte da baía da Praia da Vitória até à costa norte, junto à Caldeira das Lajes, ao longo de uma extensão de quase 8 km na área emersa. A escarpa da Falha das Lajes constitui a vertente sudoeste da Serra de Santiago, e acompanha de muito perto as pistas principais da Base das Lajes e a área de armazenamento de combustíveis para a aviação.
A falha das Fontinhas, que limita o Graben do lado sudoeste, apresenta uma escarpa de falha com expressão mais desenvolvida junto da povoação das Fontinhas, diminuindo a sua altura para noroeste até à ribeira da Areia (Pico da Pedra) onde desaparece, e também para sueste, onde encurva em direcção ao Cabo da Praia e perde expressão morfológica junto ao lugar de Álamos Bravos. A sua extensão é semelhante à da Falha das Lajes.
Apesar do Graben apresentar grandes rejeitos na sua parte central, com as falhas bem expressas, qualquer das falhas terá comprimento superior àquele que é visível à superfície, estendendo-se para sueste e noroeste, mas sem apresentar expressão na topografia, prolongando-se depois para troços submarinos a noroeste e sueste da ilha.
A chamada planície do Ramo Grande formou-se quando um extensa faixa de terreno situada entre essas duas falhas se afundou, gerando-se assim uma depressão tectónica de fundo plano com entre 3 e 5 km de largura, o que corresponde à largura do Graben das Lajes.
O Graben é tectónicamente activo, estando em progressivo afundamento e inclinando-se para sueste, o que determina poderosos sismos, sendo a estrutura tectónica mais activa da Terceira e uma das mais activas do arquipélago. Este progressivo afundamento foi responsável por dois dos maiores sismos históricos dos Açores: o terramoto de 24 de maio de 1614 e o terramoto de 15 de junho de 1841. Em 1614 o sismo resultou de movimentação na Falha das Lajes, existindo relato de rotura superficial (ou seja a falha rompeu até à superfície topográfica deslocando o terreno). Em 1841, o grau de destruição em Fontinhas sugere que o sismo principal possa ter ter sido gerado na Falha das Fontinhas, existindo, ainda, descrição de rotura superficial nas Falhas da Cruz do Marco.
Na área epicentral de 1614 a enorme destruição descrita justifica amplamente a atribuição de intensidade sísmica X-XI (MMI), estimando-se uma magnitude de momento sísmico mínima de 5,8 a 6,3. Ao sismo de 1841 é atribuída intensidade máxima de IX (MMI).